# Copyrightmærket
Copyrightmærket © i tilknytning til ophavsmænds og rettighedshaveres navne er en meddelelse til omverdenen om det pågældende værks ophavsretslige beskyttelse. Det er imidlertid ikke et krav for at opnå ophavsretsbeskyttelse i Danmark, at man anvender copyrightmærket.
| Sprog | Spire Denne artikel om sprog er en spire som bør udbygges. Du er velkommen til at hjælpe Wikipedia ved at udvide den. |